# 鞍山西站
鞍山西站是位於中国辽宁省鞍山市鐵西區寧遠街道大阳气村附近的一座鐵路車站。车站规模为3台7线。

## 车站概述
主站房分两层，一层为售票区、出站口和部分超市，二层为办公区。售票区设有20个售票窗口，其中包括6个自动售票机。候车大厅内共有近千个座位。从候车区出发前往距候车区最远的站台只需3分钟。车站每天有五六十趟高铁经停，通往沈阳、大连、北京、南京、天津、长春、哈尔滨等地，2021年1月22日起开行始发进京列车G3673/2次、G3671/4次。

## 车站交通

### 公交车
鞍山西站有三条公交线路：22A，机场专线，K1（旅游专线）。
- 鞍山22A路公交车终点为鞍山西站，运行区间为站前（五一路枢纽站A区）—鞍山西站。全程单一制票价1元。
- 机场专线途径这里，但是有时可能放站。详见机场专线。全程单一制票价3元。
- K1只在旅游旺季（5.1-10.31日间）开行。全程单一制票价5元。站序为鞍山西站-站前广场-二一九公园-玉佛苑-辽宁科技大学-温泉-千山。